# Француска ренесанса
Француска ренесанса је била културни и уметнички покрет у Француској између 15. и раног 17. века. Период се односи да пан-Европску ренесансу и спада у северну ренесансу. Термин је први користио француски историчар Џулс Мишелет који га је користио да означи уметнички и културни препород Европе.
Значајни догађаји који су означили ренесансу у Француској су ширење хуманизма, рана истраживања Новог Света (попут оснивања Нове Француске којем су помогли Ђовани Верацано и Жак Картје), открића нових техника и уметничких форма у пољима штампе, архитектуре, сликарства, скулптуре, музике, науке и књижевности.
Ренесанса у Француској је трајала од Француске инвазије Италије 1494. године током владавине Шарла VIII, до смрти Анрија IV 1610. године. Ипак, ово је груба хронологија, јер су одређене уметничке, технолошке и књижевне иновације из ренесансе у Италији стигле у Француску пре овога због Бургундског војводства и Авињонског папства. Међутим, због црне смрти и стогодишњег рата је Француска била политички и еконмски слаба до 15. века.
Владавине Франсоа I (владао од 1515. до 1547. године) и његовог сина Анрија II (владао од 1547. до 1559. године) се сматрају врхунцем ренесансе у Француској.

## Реч "ренесанса"
Реч "ренесанса" потиче из француског језика, Renaissance, и буквално се преводи као препород. Реч је први пут употребио и дефинисао француски историчар Џулс Мишелет (1798—1874) у свом делу Histoire de France (Историја Француске). Мишелет је шеснестовековну Француску ренесансу дефинисао као период европске културне историје који је представљао коначно одвајање од средњег века, чиме је створено модерно разумевање човечанства и његовог места у свету. Као Француз, Мипечет је такође тврдио да је ренесанса била Француски покрет.

## Уметност
За хронолошки списак француских ренесансних сликара видети Списак француских ренесансних уметника.
Крајем 15. века, Француска инвазија Италије и близина Бургундског војводства (са његовим Фландријским везама) су довели Француску и контакт са добрима, слимака и креативним духом северне и италијанске ренесансе. За прве уметничке иновације у Француској су углавном одговорни Фландријски уметници попут Франсоа Клуе, Николо дел Абатеа и осталих припадника такозване Фонтеблоовске школе (фр. École de Fontainebleau).
Франсоа I Валоа је 1516. године позвао Леонарда да Винчија у Дворац Шамбор. Да Винчи је остао и сликао у Француској до своје смрти. Нека од својих највећих дела, попут Мона Лизе, Свете Ане и Светог Јована Крститеља (која се данас чувају у Лувру у Паризу) је насликао у овом периоду.
Уметност која је настала током владавина Франсоа I и Анриа IV су инспирисане касним Италијанским маниризмом који се везује за Пармиђанина и Микеланђела. Одлике овог правца су издужене и грациозне фигуре и ослањање на визуелну реторику, укључијући употребу алегорије и митологије.
Анри IV је позвао бројне уметнике друге фонтеблоовске школе да раде у дворцу Фонтебло (фр. Château de Fontainebleau).
Марија Медичи, Анријева друга жена и краљица Француске, је позвала фманаског сликара Петра Паула Рубенса у Француску и он је насликао неколико дела за краљичину Луксембуршку палату у Паризу.
Уметници који су радили за војводе Лорена су имали другачији касно манирски стил. Они нису имали контакта са француским уметницима тог периода и зато су развили појачан, екстреман и често еротски маниризам (укључујући и ноћне сцене и слике из кошмара. Развили су и посебне вештине бакрописа.
- Франсоа I Валоа, (око 1535. године, уље на платну) (Лувр)
- Ева, прва Пандора Жана Кузина старијег (око 1550.)
- Лигер Ришерова скулптура, Жаљење Христа, Црква Свете Етине
- Дијана ловкиња, Прва фонтенблоовска школа (1550–60) (Лувр)
- Дама у својој кади Франсоа Клуе (око 1570.) (Национална галерија, Вашингтон).
- Споменик у коме се налази срце Анрија II Валоа
- Портрет Габријеле де Естре и војвоткиње Вилара, Друга фонтенблоовска школа, око 1594. године
- Allégorie de la Peinture et de la Sculpture, Амброс Дубо
- Hyacinthe et Climène à leur toilette du matin (детаљ) Тусата Дурелија, сцена из Ронсарове Франсијаде (око 1602.) (Лувр)
- Плафон chapelle de la trinité, у Фонтеблу

## Архитектура
Један од највећих успеха Француске ренесансе је била конструкција Двораца у долини реке Лоар (фр. Châteaux de la Loire). Будући да се дворци у долини Лоара више нису подизали као утврђења, архитекте су почеле да искоришћавају богатство река и простора Лоара.
Стари замак Лувр у Паризу је у овом периоду поново обновљен и постао је симбол тога како ренесансни дворац треба да изгледа. Западно од Лувра, Катарина Медичи је подигла дворац Тулиер са скупом и раскошном баштом,
Са доласком Анрија IV на престо је почео период масивног урбанизовања Париза током ког су подигнути Нови мост, Place des Vosges, дворац Дафин и делови Лувра.
- Parlement de Rouen, спој раније француске готичке архитектуре и француског ренесансног стила (1499–1508)
- Дворац Шенонсо (фр. Château de Chenonceau) (1515-1521)
- Château d'Azay-le-Rideau (1518-1527)
- Дворац Шамбор (фр. Château de Chambord) (1519-1547)
- Château d'Écouen (1538-1550)
- The Пјер Лескот крило Лувра (1546–1556)
- Place des Vosges (1605-1612)
- Palais ducal de Nevers
- Château de Valençay
- Château du Clos Lucé, место у ком је жиивео Леонардо да Винчи до своје смрти 1519. године

## Баште
Француске ренесансне баште каректерише симетријско и геометријско сађење дрвећа; биљака у саксијама; посипање шљунком и песком; подизање тераса, степеништа и рампа; копање канала са водом, водопада и великих фонтана и прављење велику вештачких пећина и ларинта са статуама митолошких бића или хероја. Баште су биле продужетак дворца који су окруживали и дизајниране су да илустурју ренесансни идеал пропорције.
- Château de Villandry баште
- Дијанина од Поатјеа башта у Шенонсоу
- Дијанина фонтана у башти Фонтенбла